# Richard Brautigan
Richard Gary Brautigan (Tacoma, Washington, 1935. január 30. – Bolinas, Kalifornia, 1984. szeptember 14. körül) amerikai író, költő. Legismertebb könyve a Pisztrángfogás Amerikában című 1967-es regény.

## Élete
Richard Brautigan 1935. január 30-án született a Washington állambeli Tacoma városban, Lulu Mary Kehoe és Benjamin Brautigan egyetlen gyermekeként. A szülők még Brautigan születése előtt különváltak, és Benjamin Brautigan csak az író halála után tudta meg, hogy fia volt. Brautigan szülei 1940-ben hivatalosan is elváltak, és Kehoe 1943-ban újra megházasodott, ezúttal Robert Porterfielddel. Brautigan is Porterfield néven élte végig a gyerekkorát, és csak 1953-ban, 18 évesen vette vissza a Brautigan nevet.
A család idővel az oregoni Eugene-be költözött, ahol nagy szegénységben éltek. Az író könyveiben később többször is utal a gyermekkorában átélt nyomorra, és arra, hogy anyja és nevelőapja többször is huzamos időre egyedül hagyta Brautigant és két mostohahúgát. A középiskolás Brautigan gyakran vadászott és horgászott, ezzel egészítve ki a család élelmezését. Idősebbik húgával együtt eldobált üvegeket gyűjtöttek a betétdíjért, amiről később A szelídek pedig öröklik a Föld sörösüvegeit címmel írt verset. Anyja 1950-ben ismét elvált, és összeházasodott William Folstonnal.
A középiskola elvégzése után Brautigan mezőgazdasági idénymunkákból élt, és ekkor kezdett verseket és prózát írni. 1955 telén egy kővel betörte egy helyi rendőrőrs ablakát, hogy letartóztassák, és a zárkában fűtött szálláshoz és ennivalóhoz jusson. Nem sokkal később három hónapra elmegyógyintézetbe került (méghozzá éppen abba, amelyben később a Száll a kakukk fészkére filmváltozatát forgatták), ahol elektrosokk-terápiában részesült és paranoid szkizofréniával diagnosztizálták. Ekkor jelentek meg első versei is különböző folyóiratokban. 1956-ban, miután kiengedték az elmegyógyintézetből, végleg elhagyta családját, és San Franciscóba költözött.
San Franciscóban megismerkedett Virginia Dionne Alderrel, akivel 1957. június 8-án össze is házasodtak. 1960. március 25-én lányuk született, akinek az Ianthe Elizabeth nevet adták. Két évvel később Alder és Brautigan házassága megromlott, külön költöztek és 1970-ben végül hivatalosan is elváltak.
Az első kötet, amelyben négy versével Brautigan is szerepel az 1958 őszén megjelent Négy új költő (Four New Poets) című antológia a San Franciscó-i Inferno Press kiadásában. Még ebben az évben, ugyanennél a kiadónál megjelent két egyverses könyvecskéje is.

## Magyarul
- Görögdinnye édes levében; ford. Gspann Veronika; Magvető, Bp., 1981 (Rakéta Regénytár)
- Pisztrángfogás Amerikában / Egy déli tábornok az amerikai polgárháborúban. Két regény; ford. Gy. Horváth László, utószó Kent Bales; Európa, Bp., 1981 (Modern könyvtár)
- Egy déli tábornok nyugatról; ford. Gy. Horváth László; inː Faragott koporsók. Amerikai kisregények; vál., jegyz. Osztovits Levente; Európa, Bp., 1986 (A világirodalom remekei)
- Hogy el ne fújja mind a szél. Regény; ford. Gy. Horváth László, utószó Barkóczi András; Európa, Bp., 1986 (Modern könyvtár)
- A gyep bosszúja. Novellák; ford. Gy. Horváth László; Cartaphilus, Bp., 2001